# Isole Finocchiarola
Le isole Finocchiarola (in corso Finuchjarole) sono delle isole disabitate che fanno parte del comune di Rogliano.